# Élections législatives niuéennes de 2020
Des élections législatives se tiennent à Niue le 30 mai 2020 afin de renouveler pour trois ans l'ensemble des vingt membres du parlement national (Fono Ekepule) de cet État, l'un des plus petits et des moins peuplés au monde.
Si la totalité des candidats se présentent sans étiquette en l'absence de partis officiels sur l'île, le scrutin est cependant marqué par la défaite du Premier ministre sortant Toke Talagi, qui perd son siège de député, indispensable à son maintien en poste. Sur les vingt députés élus, quinze sont des députés sortants, dont trois reconduits automatiquement en l'absence d'opposants. Dans la circonscription de Mutalau, deux candidats arrivent en tête ex aequo, menant à la sélection du vainqueur à pile ou face.
La nouvelle assemblée siège le 10 juin et élit Dalton Tagelagi, ministre de l'Agriculture et de l'Environnement dans le gouvernement sortant, au poste de Premier ministre.

## Contexte
pays composé d'une unique île polynésienne, Niue est un État de facto indépendant, en libre association avec la Nouvelle-Zélande, qui conserve de jure la souveraineté sur l'île. En pratique, il n'y a pas d'ingérence néo-zélandaise dans les affaires niuéennes. Niue est une démocratie parlementaire fondée sur le modèle de Westminster.
Il n'existe pas de partis politiques, depuis l'auto-dissolution du Parti du peuple niuéen en 2003. Tous les candidats se présentent donc sans étiquette, faisant de Niue une démocratie non partisane. Après l'élection, les députés élisent un président de l'assemblée, qu'ils choisissent en dehors du parlement, et un premier ministre, qu'ils choisissent parmi les leurs. Le premier ministre choisit alors au maximum trois députés, qu'il nomme ministres. Les ministres, y compris le premier ministre, conservent leurs sièges de députés,.
En 2020, Niue est l'un des rares pays au monde à ne pas avoir été atteint par la pandémie de Covid-19. Pour se protéger, le pays a toutefois fermé ses frontières jusqu'à fin août. Seuls les citoyens niuéens et les personnes ayant le statut de résident permanent sont autorisées à entrer sur le territoire national, via une liaison toutes les deux semaines avec la ville d'Auckland en Nouvelle-Zélande. Ces arrivants doivent se soumettre à deux semaines d'isolement.

## Système électoral
Le Fono Ekepule est un parlement monocaméral composé de 20 députés élus pour trois ans selon un mode de scrutin mixte. Le pays compte quatorze circonscriptions électorales, élisant chacune un député. Chaque village niuéen correspond à une circonscription, à l'exception de la capitale, Alofi, qui est scindée en deux d'entre elles. Pour ces quatorze sièges, l'élection s'effectue au scrutin uninominal majoritaire à un tour, hérité du modèle britannique. Pour l'attribution des six autres sièges, les électeurs (soit tout résident permanent âgé d'au moins 18 ans) sélectionnent six noms parmi une liste de candidats. Ces sièges sont ainsi attribués via un mode de scrutin plurinominal majoritaire à un tour : les six candidats ayant reçu le plus de voix sont élus.

## Candidats
Sir Toke Talagi, premier ministre depuis 2008, est candidat à un cinquième mandat de trois ans à la tête du pays, malgré des questions quant à son état de santé. Très affaibli, il a passé la majeure partie de l'année 2019 en Nouvelle-Zélande pour y recevoir des soins et un suivi médical, et ne se déplace qu'en fauteuil roulant.
Mark Blumsky, ancien maire de Wellington puis député au Parlement de Nouvelle-Zélande puis haut-commissaire de Nouvelle-Zélande à Niue, naturalisé niuéen après dix années de résidence dans le pays et médaillé de bronze en boulingrin pour Niue aux Jeux du Pacifique de 2019, se présente pour la première fois à des élections niuéennes.
Young Vivian, premier ministre de 2002 à 2008, espère retrouver un siège de député à l'âge de 84 ans, ayant perdu le sien en 2017,.  O'love Jacobsen et Terry Coe, figures prééminentes de l'opposition parlementaire, se représentent également,.
Les vingt députés sortants briguent tous un nouveau mandat, même si Billy Talagi -le ministre de la Justice, de la Santé et de l'Éducation- se présente uniquement au scrutin national plurinominal et renonce à défendre son siège à Avatele,,.

## Campagne
Tous les candidats peuvent faire campagne gratuitement via la Broadcasting Corporation of Niue (en) (BCN), la société publique de télédiffusion. En raison d'un incendie accidentel ayant gravement endommagé les locaux de la BCN, la diffusion télévisée est impossible, mais la BCN diffuse des émissions de campagne à la radio depuis des locaux provisoires. Des réunions publiques se tiennent également à travers le pays, où les citoyens peuvent interroger directement les candidats.
O'love Jacobsen se fait l'écho d'un rapport du Contrôleur général de gestion (Auditor-General) de Nouvelle-Zélande, dont l'audit des finances de Niue fait apparaître des cas de dépenses hors-procédures par le gouvernement niuéen, ainsi que de mauvaise gestion des finances publiques et de manque de transparence à ce sujet. Elle souhaite que le gouvernement de Nouvelle-Zélande exerce un contrôle sur la manière dont le gouvernement niuéen dépense l'argent public.
Le Premier ministre sortant Sir Toke Talagi n'apparaît pas en public durant la campagne, se contentant de faire diffuser des brochures de campagne par ses partisans. Il y promet une modernisation de l'hôpital du pays, une augmentation des pensions de retraite et une amélioration de l'état des routes.

## Résultats
Sir Toke Talagi, député depuis 1999 et Premier ministre depuis 2008, perd son siège de député et ne peut donc prétendre à un cinquième mandat à la tête du gouvernement. Richard Hipa, candidat pour la première fois, remporte le plus grand nombre de voix ; secrétaire au gouvernement (Secretary to Government) de 2008 à 2019, il était le plus haut fonctionnaire du pays, « chargé de la direction générale de tous les départements du gouvernement »,. O'love Jacobsen et Terry Coe, figures de l'opposition, sont réélus, tandis que Mark Blumsky, ancien haut-commission de Nouvelle-Zélande à Niue, échoue à entrer à l'Assemblée,.
La majorité parlementaire sortante conserve huit de ses quinze sièges : ceux des ministres Pokotoa Sipeli et Dalton Tagelagi, et ceux des simples députés Talaititama Talaiti, Dion Taufitu, Opili Talafasi, Jack Lipitoa, Mona Ainu'u et Tofua Puletama. L'opposition sortante conserve l'ensemble de ses cinq sièges : ceux d'O’love Jacobsen, Terry Coe, Stan Kalauni, Crossley Tatui et Va'aiga Tukuitoga. Les sept nouveaux députés sont ainsi en position de « faiseur de rois », le nouveau député Richard Hipa souhaitant d'ailleurs briguer la direction d'un nouveau gouvernement,.
Pour la seconde élection consécutive, le scrutin dans le village de Mutalau aboutit à une égalité entre deux candidats, qui sont donc départagés au tirage au sort,. Le « pile ou face » s'avère favorable à Makaseau Ioane, qui évince ainsi la députée sortante (et membre de la majorité parlementaire sortante) Maureen Melekitama. Avec la réélection d'O'love Jacobsen au scrutin national et de Va'aiga Tukuitonga comme députée d'Alofi-nord, ainsi que la reconduction sans adversaire de Mona Ainu'u comme députée de Tuapa, mais la défaite de la députée sortante Joan Viliamu au scrutin national et celle de Maureen Melekitama à Mutalau, il y a trois femmes parmi les vingt membres de la nouvelle assemblée (contre cinq durant la législature sortante).

### Hors-circonscriptions
Les députés sortants sont indiqués par la mention « réélu » ou « battu ». Chaque électeur disposant d'autant de voix que de sièges à pourvoir (donc six), le total des voix est largement supérieur au nombre de votants.
| Candidat               | Voix  | %    | Résultat |
| ---------------------- | ----- | ---- | -------- |
| Richard Hipa           | 440   | 8,58 | élu      |
| Sauni Tongatule        | 391   | 7,63 | élu      |
| Crossley Tatui         | 377   | 7,35 | réélu    |
| Stanley Kalauni        | 365   | 7,12 | réélu    |
| O'love Jacobsen        | 358   | 6,98 | réélue   |
| Terry Coe              | 347   | 6,77 | réélu    |
| Billy Talagi           | 298   | 5,81 | battu    |
| Tom Misikea            | 292   | 5,69 |          |
| Joan Viliamu           | 278   | 5,42 | battue   |
| Toke Talagi            | 218   | 4,25 | battu    |
| Mark Blumsky           | 218   | 4,25 |          |
| Togia Sioneholo        | 184   | 3,59 |          |
| Alana Richmond Rex     | 175   | 3,41 |          |
| Catherine Papani       | 157   | 3,06 |          |
| Bill Vakaafi           | 133   | 2,59 |          |
| Rupina Morrissey       | 123   | 2,40 |          |
| Deve Talagi            | 115   | 2,24 |          |
| Stanley Tafatu         | 113   | 2,20 |          |
| Ida Hekesi             | 107   | 2,09 |          |
| Cherie Tafatu          | 99    | 1,93 |          |
| John Togahai           | 89    | 1,74 |          |
| Lagisia Manttan        | 80    | 1,56 |          |
| Young Vivian           | 72    | 1,40 |          |
| Merry Iakopo           | 54    | 1,05 |          |
| Kenneth Green          | 36    | 0,70 |          |
| Biggle Posimani        | 8     | 0,16 |          |
|                        |       |      |          |
| Total des voix         | 5 127 | 100  | -        |
|                        |       |      |          |
| Suffrages exprimés     |       |      |          |
| Votes blancs et nuls   |       |      |          |
| Total des votants      |       | 100  |          |
| Abstention             |       |      |          |
| Inscrits/Participation |       |      |          |

### Par circonscription
| Circonscription | Candidats            | Votes | %   | Résultat                                   |  |  |
| --------------- | -------------------- | ----- | --- | ------------------------------------------ |  |  |
| Alofi Nord      | Tutuli Heka          | 36    |     |                                            |  |  |
| Alofi Nord      | Va'aiga Tukuitonga   | 37    |     | réélue                                     |  |  |
| Alofi Nord      | Votes blancs ou nuls | 0     | –   |                                            |  |  |
| Alofi Nord      | Total                |       |     |                                            |  |  |
|                 |                      |       |     |                                            |  |  |
| Alofi Sud       | Laga Lavini          | 41    |     |                                            |  |  |
| Alofi Sud       | Dalton Tagelagi      | 108   |     | réélu                                      |  |  |
| Alofi Sud       | Charles Togahai      | 63    |     |                                            |  |  |
| Alofi Sud       | Votes blancs ou nuls | 0     | –   |                                            |  |  |
| Total           |                      | 100   |     |                                            |  |  |
|                 |                      |       |     |                                            |  |  |
| Avatele         | Hetututama Hetutu    | 22    |     |                                            |  |  |
| Avatele         | Atapana Siakimotu    | 24    |     |                                            |  |  |
| Avatele         | Poimamao Vakanofiti  | 30    |     | élu                                        |  |  |
| Avatele         | Votes blancs ou nuls | 0     | –   |                                            |  |  |
| Total           |                      | 100   |     |                                            |  |  |
|                 |                      |       |     |                                            |  |  |
| Hakupu          | Fapoi Akesi          | 26    |     |                                            |  |  |
| Hakupu          | Michael Jackson      | 35    |     | battu (sortant)                            |  |  |
| Hakupu          | Richie Mautama       | 52    |     | élu                                        |  |  |
| Hakupu          | Votes blancs ou nuls | 0     | –   |                                            |  |  |
| Total           |                      | 100   |     |                                            |  |  |
|                 |                      |       |     |                                            |  |  |
| Hikutavake      | Opili Talafasi       | 14    |     | réélu                                      |  |  |
| Hikutavake      | Pamela Togiakona     | 11    |     |                                            |  |  |
| Hikutavake      | Votes blancs ou nuls | 0     | –   |                                            |  |  |
| Hikutavake      | Total                |       | 100 |                                            |  |  |
|                 |                      |       |     |                                            |  |  |
| Lakepa          | Halene Magatogia     | 11    |     | battu (sortant)                            |  |  |
| Lakepa          | John Operator Tiakia | 37    |     | élu                                        |  |  |
| Lakepa          | Votes blancs ou nuls | 0     | –   |                                            |  |  |
| Lakepa          | Total                |       | 100 |                                            |  |  |
|                 |                      |       |     |                                            |  |  |
| Liku            | Sionetasi Pulehetoa  | 17    |     |                                            |  |  |
| Liku            | Pokotoa Sipeli       | 36    |     | réélu                                      |  |  |
| Liku            | Votes blancs ou nuls | 0     | –   |                                            |  |  |
| Liku            | Total                |       | 100 |                                            |  |  |
|                 |                      |       |     |                                            |  |  |
| Makefu          | Tofua Puletama       | 28    |     | réélu                                      |  |  |
| Makefu          | Mary Anne Talagi     | 16    |     |                                            |  |  |
| Makefu          | Votes blancs ou nuls | 0     | –   |                                            |  |  |
| Makefu          | Total                |       | 100 |                                            |  |  |
|                 |                      |       |     |                                            |  |  |
| Mutalau         | Makaseau Ioane       | 26    |     | élu à pile ou face                         |  |  |
| Mutalau         | Maureen Melekitama   | 26    |     | ballotage battue à pile ou face (sortante) |  |  |
| Mutalau         | Votes blancs ou nuls | 0     | –   |                                            |  |  |
| Mutalau         | Total                |       | 100 |                                            |  |  |
|                 |                      |       |     |                                            |  |  |
| Namukulu        | Jack Lipitoa         | -     | -   | reconduit (sans adversaires)               |  |  |
| Namukulu        | Votes blancs ou nuls |       | –   |                                            |  |  |
| Namukulu        | Total                |       | 100 |                                            |  |  |
| Namukulu        |                      |       |     |                                            |  |  |
| Tamakautoga     | Peter Funaki         | 26    |     | battu (sortant)                            |  |  |
| Tamakautoga     | Ricky Makani         | 57    |     | élu                                        |  |  |
| Tamakautoga     | Votes blancs ou nuls | 0     | –   |                                            |  |  |
| Tamakautoga     | Total                |       | 100 |                                            |  |  |
|                 |                      |       |     |                                            |  |  |
| Toi             | Heketoa Kaulima      | 7     |     |                                            |  |  |
| Toi             | Dion Taufitu         | 15    |     | réélu                                      |  |  |
| Toi             | Votes blancs ou nuls | 0     | –   |                                            |  |  |
| Toi             | Total                |       | 100 |                                            |  |  |
|                 |                      |       |     |                                            |  |  |
| Tuapa           | Mona Ainu'u          | -     | -   | reconduite (sans adversaires)              |  |  |
| Tuapa           | Votes blancs ou nuls |       | –   |                                            |  |  |
| Tuapa           | Total                |       | 100 |                                            |  |  |
| Tuapa           |                      |       |     |                                            |  |  |
| Vaiea           | Talaititama Talaiti  | -     | -   | reconduit (sans adversaires)               |  |  |
| Vaiea           | Votes blancs ou nuls |       | –   |                                            |  |  |
| Vaiea           | Total                |       | 100 |                                            |  |  |

## Formation du gouvernement

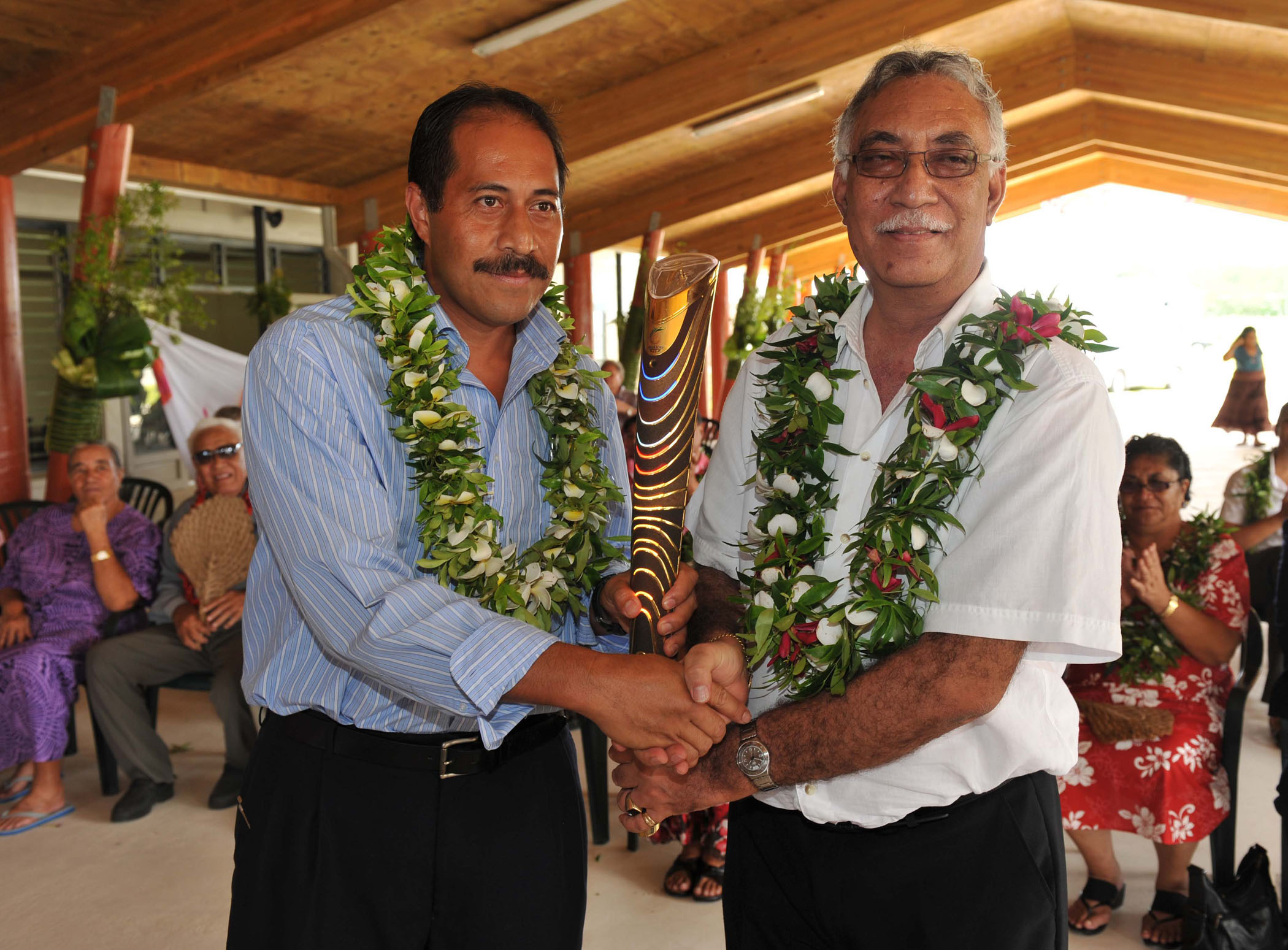
Dalton Tagelagi (à gauche), en 2010 en sa qualité de ministre adjoint aux Sports, avec le Premier ministre d'alors, Toke Talagi.

L'assemblée siège le 10 juin et élit Hima Douglas à sa présidence, avec onze voix contre neuf pour le président sortant Togiavalu Pihigia. Les députés élisent ensuite Dalton Tagelagi, ministre de l'Agriculture et de l'Environnement dans le gouvernement sortant, au poste de Premier ministre. Il obtient treize voix, contre sept pour la candidate de l'opposition O'love Jacobsen.
Il nomme à son gouvernement Mona Ainu’u, jusque là ministre adjointe, et Sauni Togatule, nouveau venu en politique après avoir été haut fonctionnaire au département ministériel de l'Environnement. Il crée enfin la surprise en confiant un ministère à un membre de l'opposition, Crossley Tatui,.